# Joseph M. Schenck Productions
Joseph M. Schenck Productions — кінокомпанія, заснована Джозефом Шенком в 1920. Протягом всього існування компанії було випущено 43 фільми.

## Фільми
1920: Сусіди / Neighbors
1920: Опудало / The Scarecrow
1920: Засуджений №13 / Convict 13
1920: Один тиждень / One Week

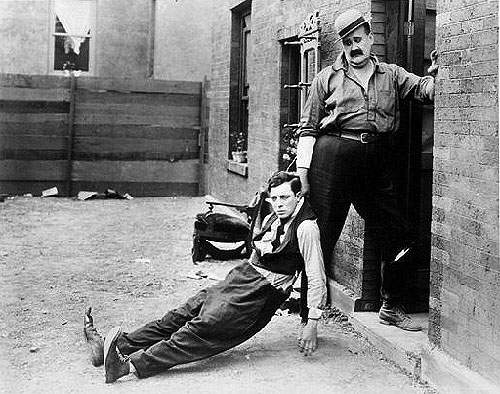
Бастер Кітон и Джо Робертс у фільмі «Сусіди» («Neighbors»,1920)

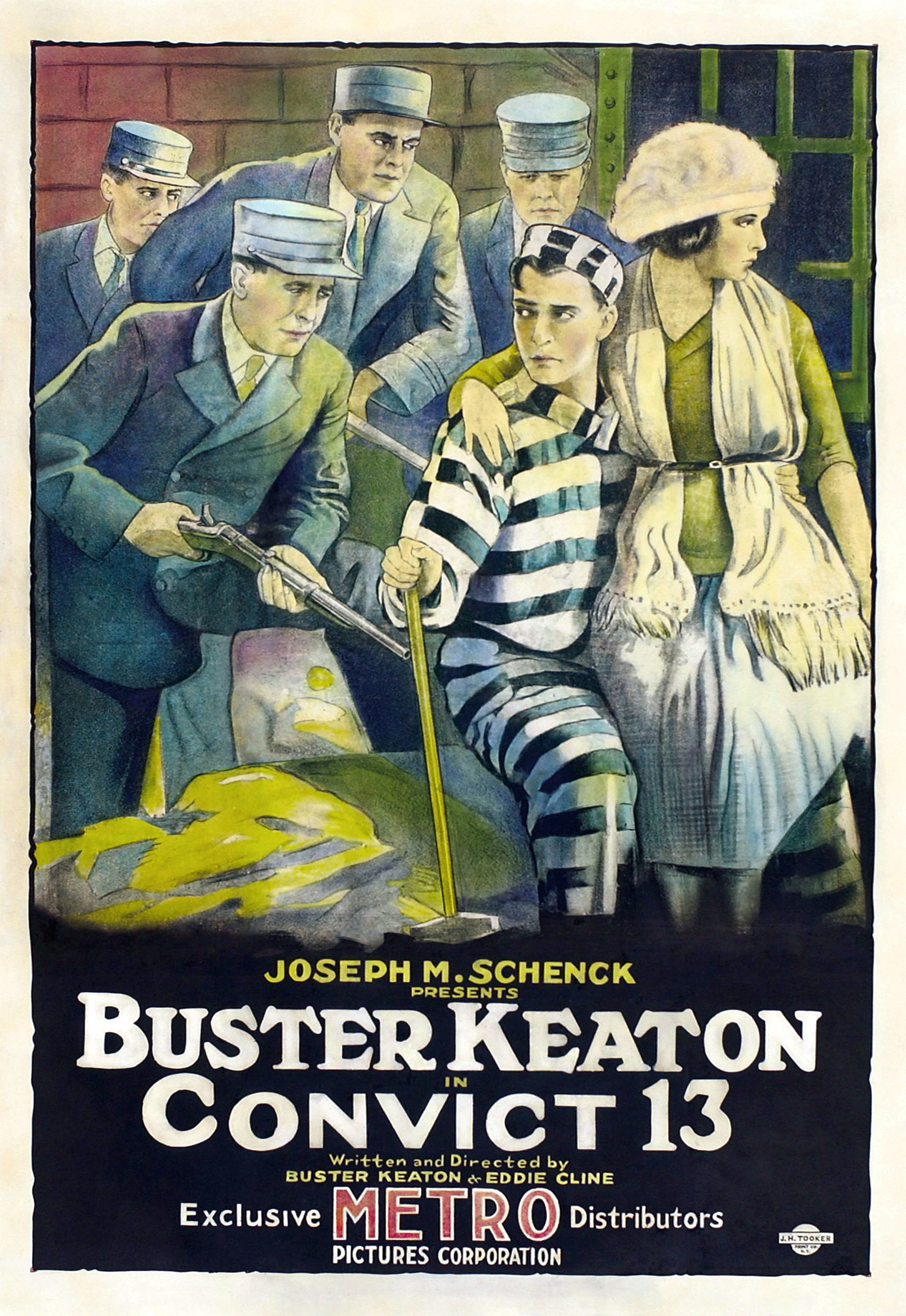
Засуджений № 13 (1920)

1920: Ідеальна жінка / The Perfect Woman
1920: Два тижні / Two Weeks
1921: Місце жінки / Woman's Place
1921: Театр / The Play House
1921: Цап-відбувайло / The Goat
1921: Таємний знак / The 'High Sign'
1921: Невдача / Hard Luck
1921: Будинок з привидами / The Haunted House
1922: Поліцейські / Cops
1923: Наша гостинність / Our Hospitality
1923: Небезпечна прислуга / The Dangerous Maid
1923: Без закону / Within the Law
1924: Таємниці / Secrets
1925: Граустарк / Graustark
1925: Її сестра з Парижа / Her Sister from Paris
1926: Генерал / The General

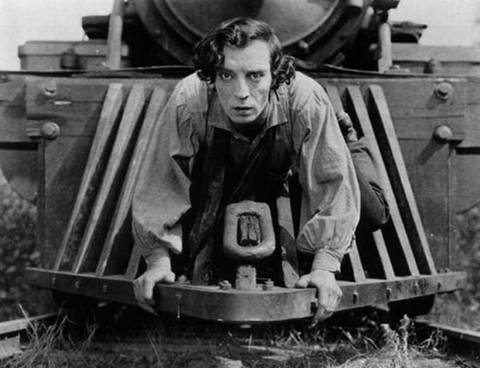
Генерал (1926)

1927: Сорелл і син / Sorrell and Son
1927: Коледж / College
1928: Суперечлива жінка / The Woman Disputed
1928: Буря / Tempest
1928: Пароплавний Білл / Steamboat Bill, Jr.
1929: Нью-йоркські ночі / New York Nights
1929: Троє живих привидів / Three Live Ghosts
1929: Вічна любов / Eternal Love
1929: Шлюб на зло / Spite Marriage
1929: Леді з мостових / Lady of the Pavements
1930: Дістати до місяця / Reaching for the Moon
1930: Шепіт кажана / The Bat Whispers
1930: Лотерея наречених / The Lottery Bride
1930: Дю Баррі, пристрасна жінка / Du Barry, Woman of Passion
1930: Одна романтична ніч / One Romantic Night
1930: Поганий одиночка / The Bad One
1930: Будь собою! / Be Yourself!
1931: Нескромний / Indiscreet
1933: Я покрию берегову лінію / I Cover the Waterfront
1965: Самий безглуздий корабель в армії (телесеріал) / The Wackiest Ship in the Army
1971: Думаю про Дженніфер / Jennifer on My Mind